# Karl Linell
Karl Emil Johan Linell, född 16 september 1903 i Nykyrka församling i dåvarande Skaraborgs län, död 19 augusti 1978 i Alingsås församling i dåvarande Älvsborgs län, var en svensk präst och hembygdsforskare.
Karl Linell var son till köpmannen Jacob Linell och Hanna Svensson. Efter studentexamen i Jönköping 1922 läste han teologi i Lund, blev teologie kandidat där 1927. Han prästvigdes och blev vice pastor i Sventorps församling samma år, i Varnhems församling 1928 och komminister i Forshems församling 1930. Till Alingsås församling kom han 1939, där han först var komminister och från 1957 kyrkoherde. Under en period från 1947 var han lasarettspredikant vid Alingsås länslasarett och vårdhem.
Han var huvudman i Västkustens ungdomsskola och satt i Skara stifts ungdomsråd. Han var också politiskt verksam; han var ledamot av stadsfullmäktige, kyrkofullmäktige, barnavårdsnämnden och skolstyrelsen 1930–1952 samt ordförande i pastoratets sju kyrkoråd från 1963. Han var hembygdsforskare och gav ut boken Alingsås landsförsamling och Rödene, en hembygdsbok (1958). Han var ledamot av Nordstjärneorden (LNO).
Linell var från 1930 gift med Anna Reimer (1902–1990), dotter till kantor Johan Reimer och Maria Åkesson. De fick barnen Torsten (1931–2009), Birgitta (född 1933), Sven (född 1936) och Kristina (1941–1984). Han är begravd på Nolby begravningsplats i Alingsås.